# Personal Handy-phone System

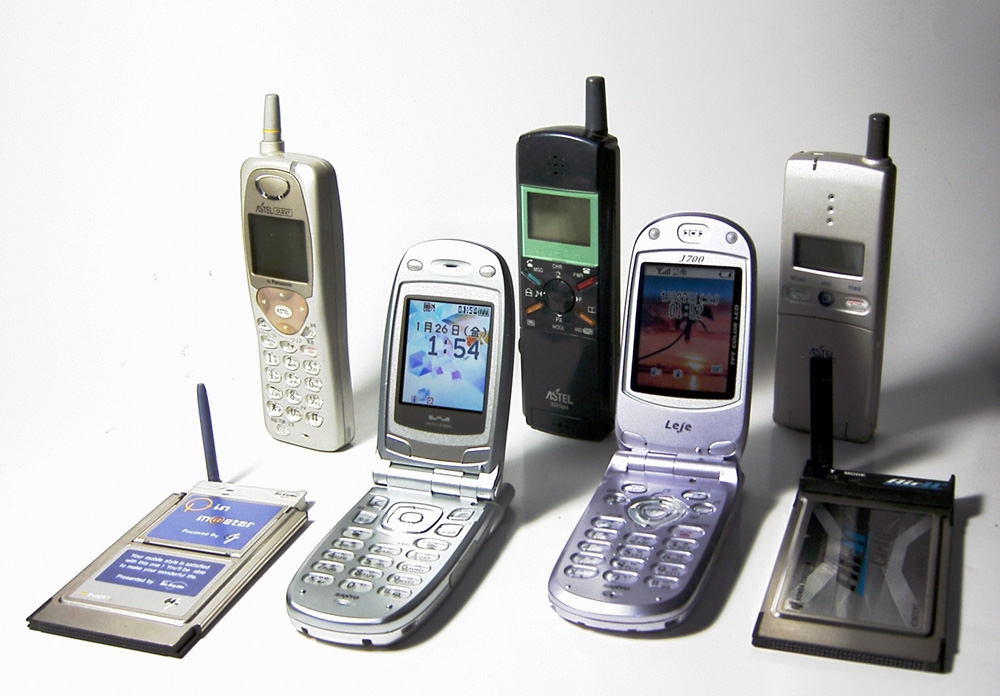
Aparaty systemu PHS

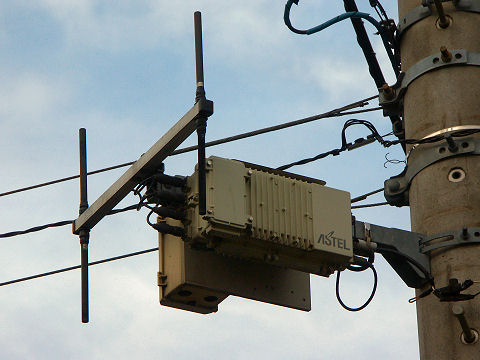
Stacja bazowa systemu PHS

PHS (Personal Handy-phone System), znany również jako PAS (Personal Access System), to system cyfrowej telefonii komórkowej różniący się nieco koncepcją od standardów GSM czy PDC. Jest zbliżony do europejskiego systemu DECT (Digital European Cordless Telecommunication). PHS został opracowany w 1989 roku w Japonii w laboratoriach NTT. Jego założeniem było stworzenie bezprzewodowych telefonów domowych, które poza obszarem macierzystym działały jak telefony komórkowe – istnieje możliwość łączenia się z innymi stacjami bazowymi. System wystartował komercyjnie w 1995, było trzech operatorów: (NTT-Personal, DDI-Pocket i ASTEL), obecnie dwóch zrezygnowało ze świadczenia usług PHS i został tylko DDI-Pocket, który zmienił nazwę na Willcom.
System działa w paśmie 1880–1930 MHz i wykorzystuje dostęp TDMA. Posiada 77 częstotliwości nośnych, każdą podzieloną na 8 szczelin czasowych. Odstęp pomiędzy łączem „w górę” a łączem „w dół” wynosi 300 kHz, szerokość kanału rozmownego to 75 kHz. Głos kodowany jest metodą 32K ADPCM.
Od innych sieci komórkowych odróżnia go przede wszystkim mała moc stacji ruchomych i bazowych. Dzięki temu aparaty zużywają dużo mniej energii a stacje bazowe są dużo tańsze. Ich wadą jest przede wszystkim niewielki zasięg w trybie telefonii komórkowej (100–500 m), co znacznie utrudnia nawiązanie stabilnego połączenia, znalezienia dobrego zasięgu oraz przełączanie się między stacjami bazowymi (handover). Jeżeli użytkownik porusza się z prędkością większą niż 40 km/h to handover staje się niemożliwy. Inne systemy 2G oraz 3G spełniają lepiej swoją funkcję, dlatego od roku 1997 odnotowuje się stały odpływ abonentów PHS, którzy stanowią obecnie niewielki ułamek wszystkich użytkowników sieci komórkowych. Na rynku został tylko jeden operator (Willcom), który skoncentrował się nie na zapewnianiu połączeń głosowych, lecz na transmisji danych. Z kolei operator Astel sprzedał swoją infrastrukturę PHS firmie Yozan, która od grudnia 2005 wykorzystuje stacje bazowe PHS do wprowadzenia WiMAX.
Infrastruktura systemu PHS doskonale nadaje się do transmisji danych. Pierwotnie odbywała się ona z przepływnością 64 kbit/s. System znacznie ulepszono i teraz oferuje dostęp do Internetu z przepływnością do 256 kbit/s. Usługa stałego dostępu do Internetu (Air-H) zatrzymała dalszy odpływ abonentów, zanotowano nawet niewielki wzrost. Usługa ta jest ciągle udoskonalana, operator Willcom oferuje telefony z wbudowaną przeglądarką stron www Opera, oraz obsługę, c-HTML, co oznacza dostęp do wielu tzw. nieoficjalnych stron NTT DoCoMo. Dostęp do Internetu uzyskuje się nie tylko przez telefony, można również kupić kartę do PC lub PDA. W przypadku sieci 3G pełny dostęp do sieci z opłatą miesięczną uzyskuje się tylko przez telefon, nie ma takiej opcji przy korzystaniu z PC lub PDA. Cena za miesięczny dostęp do Internetu to ok. 120 USD miesięcznie. Jest to dużo więcej niż w przypadku ADSL, ale z Internetu możemy korzystać niemal w każdym miejscu (95% zamieszkanej powierzchni), jedynym ograniczeniem jest prędkość, z jaką się porusza abonent – nie może być większa niż 40 km/h. Planuje się zwiększenie prędkości transmisji do 1 Mbit/s. Dostęp do Internetu opiera się na standardzie PIAFS (PHS Internet Access Forum Standard).
System PHS dobrze sprawdza się w terenach miejskich. Stosowanie go w terenach wiejskich jest niepraktyczne z racji małych komórek. System ma jednak wiele niezaprzeczalnych plusów – nie tylko oferuje wiele usług dodanych, ale dobrze sprawdza się jako dostęp „last mile”. Jest to tańsza alternatywa dla telefonów komórkowych, same koszty budowy infrastrukutury stanowią 20% kosztów sieci GSM. Wszystko to sprawia, że system znajduje zastosowanie w takich krajach jak Chiny, Tajwan, Wietnam, Bangladesz, Nigeria, Mali, Tanzania i Honduras.